# James Galway
James Galway, OBE (* 8. prosince 1939, Belfast) je severoirský flétnista. Od dětství žil v Londýně, kde navštěvoval hudební školu Royal College of Music a později Guildhall School of Music, kde jej učil anglický flétnista Geoffrey Gilbert. Později studoval na Pařížské konzervatoři a během své kariéry hrál v různých orchestrech, jako například Philharmonia Orchestra. Mimo svou činnost v oboru klasické hudby rovněž v roce 1990 hrál při koncertě Rogera Waterse, dřívějšího člena skupiny Pink Floyd, v Berlíně, ze kterého později vzešlo koncertní album The Wall - Live in Berlin.